# 阿尔克西拉乌斯一世
阿尔克西拉乌斯一世（？—前575年），（公元前591年—公元前575年在位）巴图斯王朝第二任君主，在北非殖民地库勒尼当政。

## 扩展阅读
- Herodotus, The Histories, Book 4.
- Dictionary of Greek and Roman Biography and Mythology at Google Books
- Cyrene （页面存档备份，存于） in A Dictionary of Greek and Roman Geography, by William Smith (1873)